# Thorictus seriesetosus
Thorictus seriesetosus là một loài bọ cánh cứng trong họ Dermestidae. Loài này được Fairmaire miêu tả khoa học năm 1870.